# Porsgrunn
Porsgrunn es una ciudad y un municipio de la provincia de Telemark, Noruega. Es la segunda localidad de la provincia en términos de población, con  35 755 habitantes según el censo de 2015. Junto a la vecina ciudad de Skien, Porsgrunn constituye parte de la conurbación llamada Skien/Porsgrunn, que aglutina una población de más de 88 000 habitantes, siendo con ello la séptima área urbana más poblada de Noruega.[cita requerida]
El origen del crecimiento de Posgrunn fue el ser una ciudad satélite de Skien, destinada a la producción de madera. Desde finales del siglo XIX se convirtió en una importante ciudad industrial y actualmente es uno de los principales centros industriales del país.

## Etimología
Hasta antes de 1931, el nombre de la ciudad se escribía Porsgrund. El nombre proviene de las raíces pors —«mirto de turbera»—, y grund —«terreno»—. Posiblemente el nombre se utilice desde la Edad Media, y las monjas del cercano convento de Gimsøy acudían a este lugar para recolectar mirto.

## Símbolos
El escudo de Porsgrunn fue otorgado en 1905. Está dividido en dos campos desde el ángulo superior izquierdo hasta el ángulo inferior derecho por una franja argén, que simboliza el río Skien que atraviesa la ciudad. El campo superior, de gules, con una rama de mirto de Brabante en argén, es un arma parlante, pues representa el origen del nombre del municipio. En el campo inferior, de azur, un ancla, que simboliza la importancia del puerto de Porsgrunn. El escudo suele estar rematado con una corona mural.

## Historia
Porsgrunn es nombrada por primera vez en un texto en Norrigis Beschrifuelse —«Descripción de Noruega»—, de Peder Claussøn Friis, un libro editado en 1613. En un pasaje escrito probablemente en 1576, cuando Friis visitó Skien, dice: a dos y media millas del mar, el río Skien desemboca en el fiordo, y el lugar es llamado Porsgrund. Parece claro que el nombre designaba toda el área alrededor de la desembocadura del río, una zona bastante mayor de la que ocupa la ciudad actual.
Porsgrunn adquirió importancia en el siglo XVII, cuando se convirtió en un puerto maderero. El desplazamiento del puerto maderero desde Skien hacia Porsgrunn se debía a la cantidad de desechos industriales que se acumulaban en el río en las cercanías de Skien e impedían el desplazamiento de las embarcaciones. El traslado de la aduana a Porsgrunn en 1653 supuso un impulso para el desarrollo  de las actividades comerciales y de negocios.
En 1764 Porsgrunn se separó de las antiguas parroquias rurales de Eidanger, Solum y Gjerpen para constituir su propia parroquia. Para entonces, los habitantes de Porsgrunn ya habían edificado dos iglesias a cada lado del río. La iglesia de Vestsida quedó terminada en 1758, y la de Østsida en 1760.
En 1807 Porsgrunn adquirió privilegios de ciudad mercantil (kjøpstad) y en 1842 se convirtió en municipio. La mayor parte del siglo XIX la economía de Porsgrunn estuvo marcada por el desarrollo de la industria naval, que junto con la producción de madera suponía la mayor fuente de empleos. La industria naviera, enfocada a barcos de vela, entró en decadencia a finales del siglo XIX, cuando surgieron los barcos de vapor.
La década de 1880 se caracterizó por un estancamiento económico de la ciudad, lo que originó nuevas iniciativas. En 1884 se fundó Norrøna Fabrikker, empresa especializada en piedras de afilar, y en 1887 Porsgrunds Porselænsfabrik. La producción de porcelana, que contó en sus inicios con personal especializado de Alemania y Bohemia, es única en Noruega y goza de gran prestigio.
Después de la Primera Guerra Mundial, la economía de la ciudad ha girado en torno a la industria pesada, especialmente eléctrica, metalúrgica y siderúrgica. En 1929 Norsk Hydro estableció una gran fábrica de fertilizantes en Herøya, una península al suroeste de la ciudad que se ha convertido en el mayor complejo industrial de toda Noruega.
En 1964 Porsgrunn agrandó sus límites con la integración en su territorio de los antiguos municipios de Eidanger y Brevik. En las últimas décadas, Porsgrunn se ha desarrollado como una ciudad educativa.

## Cultura
Porsgrunn alberga un festival anual, el Festival Internacional de Teatro de Porsgrunn, uno de los mayores eventos de teatro en Noruega. El festival trae consigo artistas de todo el mundo durante una semana en el mes de junio.

## Gobierno y política

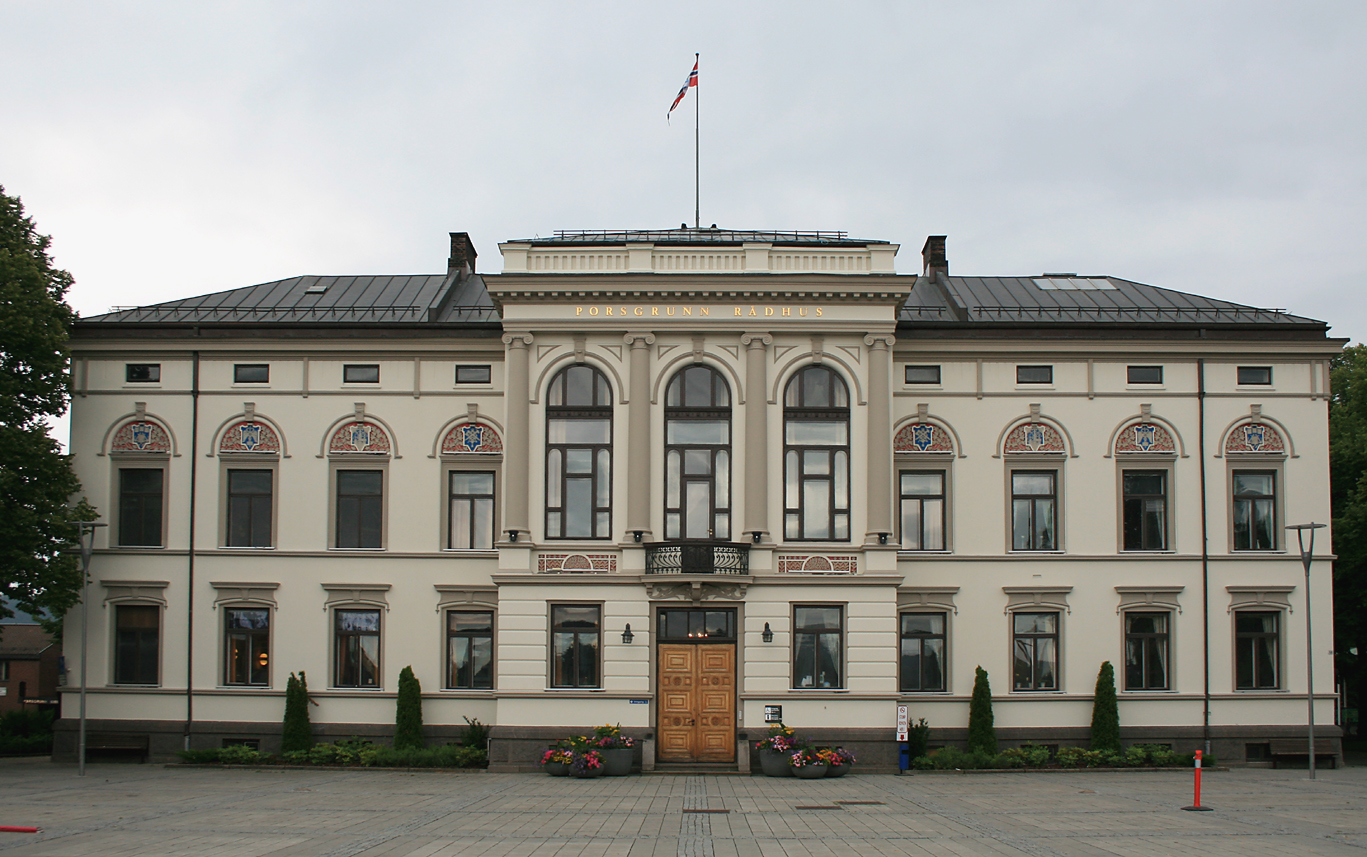
Ayuntamiento de Porsgrunn.

El gobierno municipal de Porsgrunn está integrado por un concejo (bystyret) de 49 miembros electos por voto popular cada cuatro años. De entre ellos, 13 forman parte de una mesa directiva (formannskap), entre los que se cuentan el presidente y el vicepresidente municipales, los cuales son electos por todo el concejo. El presidente municipal desde 2003 es el laborista Øystein Kåre Beyern, y la vicepresidenta la liberal Siren Johnsen.
En las elecciones municipales de Noruega de 2007, el partido más votado fue el Partido Laborista, seguido por el Partido del Progreso. Estas dos fuerzas políticas obtuvieron la mayoría de escaños en el concejo, con 19 y 13 respectivamente. El resto se dividió entre otros 7 partidos.
| Partido                            | Concejales | Miembros de la mesa directiva |
| ---------------------------------- | ---------- | ----------------------------- |
| Partido Laborista                  | 19         | 6                             |
| Partido del Progreso               | 13         | 3                             |
| Partido Conservador                | 4          | 1                             |
| Partido Liberal                    | 4          | 1                             |
| Partido de la Izquierda Socialista | 3          | 1                             |
| Partido Demócrata Cristiano        | 3          | 1                             |
| Partido de Centro                  | 1          | 0                             |
| Partido Rojo                       | 1          | 0                             |
| Otros                              | 1          | 0                             |
| Total                              | 49         | 13                            |